# 댄 화이트

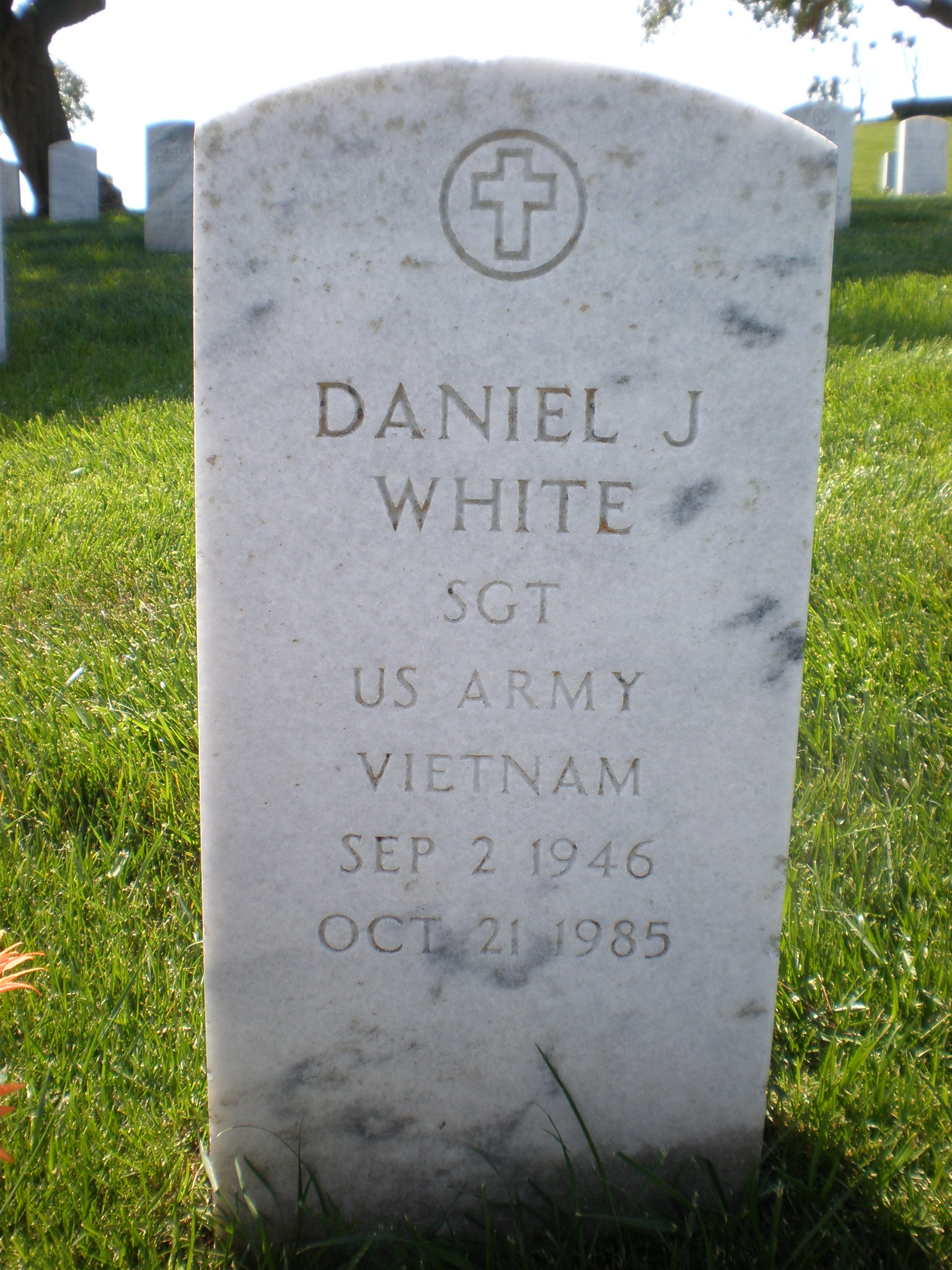
화이트의 묘

대니얼 제임스 "댄" 화이트(영어: Daniel James "Dan" White, 1946년 9월 2일 ~ 1985년 10월 21일)는 1978년 11월 27일 월요일 시청에서 샌프란시스코 시장 조지 모스콘과 감독 하비 밀크를 암살한 미국의 정치인이다. 화이트는 밀크와 모스콘의 죽음에 대해 과실치사죄로 유죄 판결을 받았다. 화이트는 징역 7년 중 5년을 복역했다. 석방된 지 2년도 채 되지 않아 샌프란시스코로 돌아왔고, 후에 자살로 사망했다.